# میدان یخچالی پاتاگونیای شمالی
میدان یخچالی پاتاگونیای شمالی (انگلیسی: Northern Patagonian Ice Field) در جنوب شیلی قرار دارد و بخش کوچک‌تر دو قطعه باقی‌مانده از یخسار پاتاگونیا در کوه‌های آند در جنوب آمریکای جنوبی به‌شمار می‌رود. این میدان یخچالی به طور کامل محدوده پارک ملی لاگونا سن رافائل را در بر می‌گیرد.
میدان یخچالی پاتاگونیای شمالی باقی‌مانده یخسار پاتاگونیا است که این یخسار تمامی پاتاگونیای شیلی و بخش اعظم قسمت‌های غربی پاتاگونیای آرژانتین را در دوره یخبندان کواترنری می‌پوشانیده است. امروزه گرچه بخش عمده یخچال‌های طبیعی این منطقه پسروی کرده و فقط محدوده‌ای به وسعت ۴٬۲۰۰ کیلومتر مربع با یخچال پوشیده شده است، با این حال این میدان یخچالی همچنان دومین توده بزرگ یکپارچه یخی در خارج از سرزمین‌های قطبی به شمار می‌رود. باقی‌ماندن این میدان یخچالی به دلیل اثر ارتفاع (۱۱۰۰ تا ۱۵۰۰ متر)، وضعیت توپوگرافی مناسب و آب و هوای خنک، مرطوب و دریایی است. میدان یخچالی پاتاگونیای شمالی دارای ۲۸ یخچال خروجی است که دو مورد از بزرگ‌ترین یخچال‌ها (سن کوئینتین و سن رافائل) به سمت غرب تقریباً تا سطح دریا و ساحل اقیانوس آرام می‌رسند. یخچال‌های کوچک‌تر این میدان یخچالی مانند سن والنتین و نف رودها و دریاچه‌های یخچالی متعددی را به سمت شرق تغذیه می‌کنند.